# موریس چیلتون
موریس چیلتون (انگلیسی: Maurice Chilton؛ ۱۱ ژانویه ۱۸۹۸ – ۲۱ اوت ۱۹۵۶) فرد نظامی اهل بریتانیا بود. وی برندهٔ جوایزی همچون نشان امپراتوری بریتانیا و نشان حمام شده است.
چیلتون که در مدرسه راگبی تحصیل کرده بود، وارد آکادمی نظامی سلطنتی وولیچ شد و در ۲۸ ژوئیه ۱۹۱۵ به توپخانه سلطنتی پیوست. او در جنگ جهانی اول در فرانسه خدمت کرد و در سال ۱۹۳۰ در کالج ستاد کامبرلی تحصیل کرد. او همچنین در جنگ جهانی دوم به عنوان رئیس ستاد ارتش دوم و سپس به عنوان معاون آجودان کل گروه ارتش بیست و یکم خدمت کرد.
پس از جنگ، چیلتون مدیر نیروی هوایی در دفتر جنگ و سپس از سال ۱۹۴۸ افسر کل فرمانده ناحیه آنگلیای شرقی شد. او در سال ۱۹۵۳ به عنوان افسر کل فرمانده فرماندهی ضدهوایی منصوب شد. در این سمت، از واحدهای خود در مرسی‌ساید و تاین‌ساید بازدید کرد. او در سال ۱۹۵۵ به عنوان سرگروه کل نیروها منصوب شد و در سال ۱۹۵۶ در حالی که هنوز در این سمت خدمت می‌کرد، درگذشت.